# Васильева, Карина Владимировна
Карина Владимировна Васильева (22 августа 2002) — российская футболистка, нападающая красноярского «Енисея». Выступала за сборную России.

## Карьера
Футболом начала заниматься в ДЮСШ «Енисей». Позднее перешла в СШОР по футболу «Енисей». В сентябре 2018 внесена в заявку «Енисея», первый матч за основную команду в высшей лиге России сыграла 26 апреля 2019 года против ЦСКА. Сезон 2020 года провела во второй команде, перед началом сезона 2021 года вернулась в основную команду.
Провела один матч за основную сборную России 4 июня 2024 года против сборной Уругвая.

## Командная статистика
| Выступление      | Выступление      | Выступление      | Чемпионат | Чемпионат | Кубок | Кубок | Итого | Итого |
| Клуб             | Лига             | Сезон            | Игры      | Голы      | Игры  | Голы  | Игры  | Голы  |
| ---------------- | ---------------- | ---------------- | --------- | --------- | ----- | ----- | ----- | ----- |
| Енисей           | высшая           | 2019             | 8         | 0         | 1     | 1     | 9     | 1     |
| Енисей           | Итого            | Итого            | 8         | 0         | 1     | 1     | 9     | 1     |
| Енисей-2         | первая           | 2020             | 11        | 7         | —     | —     | 11    | 7     |
| Енисей-2         | Итого            | Итого            | 11        | 7         | —     | —     | 11    | 7     |
| Енисей           | высшая           | 2021             | 11        | 0         | 1     | 2     | 12    | 2     |
| Енисей           | высшая           | 2022             | 14        | 3         | 1     | 0     | 15    | 3     |
| Енисей           | высшая           | 2023             | 26        | 1         | 2     | 1     | 28    | 2     |
| Енисей           | высшая           | 2024             | 20        | 1         | 1     | 0     | 21    | 1     |
| Енисей           | Итого            | Итого            | 71        | 5         | 5     | 3     | 76    | 8     |
| Всего за карьеру | Всего за карьеру | Всего за карьеру | 90        | 12        | 6     | 4     | 96    | 16    |